# Coenonympha unicata
Coenonympha unicata är en fjärilsart som beskrevs av Gradl 1933. Coenonympha unicata ingår i släktet Coenonympha och familjen praktfjärilar. Inga underarter finns listade i Catalogue of Life.